# هتل ترمینوس: زندگی و زمانه کلاوس باربی
هتل ترمینوس: زندگی و زمانه کلاوس باربی (انگلیسی: Hôtel Terminus: The Life and Times of Klaus Barbie) فیلمی در ژانر مستند به کارگردانی مارسل افولس است که به زندگی و اعمال جنایتکار جنگی نازی، کلاوس باربی می‌پردازد و در سال ۱۹۸۸ منتشر شده. از بازیگران آن می‌توان به ژن مورو و رژی دبره اشاره کرد. این فیلم در همان سال برنده جایزه اسکار بهترین فیلم مستند شده است.